# How the West Was Won (Led Zeppelin)
How The West Was Won è un triplo album live del gruppo rock britannico dei Led Zeppelin, pubblicato il 27 maggio 2003 sotto l'etichetta Atlantic Records.

## Il disco
Il triplo album, realizzato nel marzo del 2003, raccoglie le registrazioni di diciotto brani live, eseguiti dal gruppo nel giugno del 1972. Le registrazioni furono trovate da Jimmy Page, chitarrista e produttore dell'album, durante la ricerca di materiale audio e video per la realizzazione di un doppio DVD sui Led Zeppelin, uscito nello stesso anno.
Le registrazioni provengono dai concerti del 25 giugno al Los Angeles Forum e del 27 giugno al Long Beach Arena, concerti tenutisi durante il tour negli Stati Uniti del 1972. Il chitarrista, come si può leggere nelle note interne del cofanetto, considera questi spettacoli come l'apice della carriera artistica del gruppo.
Per molti anni, le registrazioni di questi due show erano circolati anche sotto forma di bootleg, ma unicamente come registrazioni scadenti o effettuate dal pubblico stesso. Inoltre, nonostante la circolazione di alcune registrazioni rubate dall'archivio personale di Jimmy Page, nessuna riguardava i concerti del 1972 al Long Beach o al LA Forum. In questo modo, How the West Was Won è stato la prima possibilità di ascoltare le registrazioni ufficiali di queste due esibizioni.
Le canzoni provenienti dai due concerti hanno richiesto a Page un lungo editing al Sarm Studios a Londra prima di essere registrate per l'album. Una analisi comprensiva delle tracce live per l'album è possibile trovarla al The Garden Tapes. Alcune canzoni che furono suonate al concerto, come Communication Breakdown e una rara versione di Louie Louie dallo show del 25 giugno, non furono inserite in How the West Was Won. Il brano LA Drone, presente nel disco in una versione lunga appena quattordici secondi, originariamente aveva una durata maggiore.
L'album ha debuttato nella Billboard 200 chart il 14 giugno 2003 al posto numero 1 con 154 000 copie. Rimase nella classifica per 16 settimane, ed è stato certificato come disco d'oro e di platino dalla RIAA il 30 giugno 2003. L'album è divenuto il primo album dei Led Zeppelin a raggiungere la posizione #1, dopo l'album del 1979 In Through the Out Door.

## Tracce

### Disco uno
1. LA Drone – 0:14* - (Jones/Page)
2. Immigrant Song – 3:42* - (Page/Plant)
3. Heartbreaker – 7:25* - (Bonham/Jones/Page/Plant)
4. Black Dog – 5:41** - (Jones/Page/Plant)
5. Over the Hills and Far Away – 5:08** - (Page/Plant)
6. Since I've Been Loving You – 8:02* - (Jones/Page/Plant)
7. Stairway to Heaven – 9:38* - (Page/Plant)
8. Going to California – 5:37* - (Page/Plant)
9. That's the Way – 5:54** - (Page/Plant)
10. Bron-Yr-Aur Stomp – 4:55* - (Jones/Page/Plant)

### Disco due
1. Dazed and Confused – 25:25** - (Holmes/Page)
  - Walter's Walk - (Page/Plant)
  - The Crunge - 15:34 - (Bonham/Jones/Page/Plant)
2. What Is and What Should Never Be – 4:41* - (Page/Plant)
3. Dancing Days – 3:42* - (Page/Plant)
4. Moby Dick – 19:20** - (Bonham/Jones/Page)

### Disco tre
1. Whole Lotta Love Medley – 23:08** - (Bonham/Dixon/Jones/Page/Plant)
  - Boogie Chillun – 3:10 - (Hooker)
  - Let's Have a Party – 1:56 - (Robinson)
  - Hello Mary Lou – 2:08 - (Pitney)
  - Going Down Slow – 8:29 - (Oden)
2. Rock and Roll – 3:56* - (Bonham/Jones/Page/Plant)
3. The Ocean – 4:21** - (Bonham/Jones/Page/Plant)
4. Bring It On Home – 9:30** - (Dixon/Page/Plant)
  - Bring It On Back - (Bonham/Jones/Page/Plant)

* 27 giugno 1972, Long Beach Arena.

** 25 giugno 1972, LA Forum.

## Formazione
- Jimmy Page – chitarra acustica, chitarra elettrica
- Robert Plant – voce, armonica a bocca
- John Paul Jones – basso, tastiere, mandolino
- John Bonham – batteria, percussioni

## Crediti
- Jimmy Page - produttore
- Eddie Kramer – ingegnere del suono
- Kevin Shirley – ingegnere del suono, missaggio
- Drew Griffiths – assistente del suono
- Phil Lemon – design, artwork
- Jim Cummins – fotografo
- James Fortune – fotografo
- Jeffrey Mayer – fotografo
- Michael Putland – fotografo